# Friedrichsbrücke
Die Friedrichsbrücke ist eine die Spree überquerende Brücke in Berlin zwischen den Stadtteilen Alt-Berlin und Alt-Kölln. Sie verbindet die Anna-Louisa-Karsch-Straße mit der Bodestraße. Seit ihrer ersten Errichtung 1703 wurde die Friedrichsbrücke mehrfach vollständig erneuert und steht unter Denkmalschutz.

## Geschichte

### Aus der Großen Pomeranzenbrücke wird die Friedrichsbrücke
Anfang des 18. Jahrhunderts gab es im Berliner Zentrum etwa 30 Brücken über die Spree, eine davon war die 1703 erbaute mehrfeldrige Große Pomeranzenbrücke. Sie war ein wichtiger Spreeübergang zwischen den ehemals eigenständigen Städten Kölln und Berlin.

Umgebung der Pomeranzenbrücke mit kleiner Pomeranzenbrücke, Börse und der alten Friedrichsbrücke, Karte von 1748

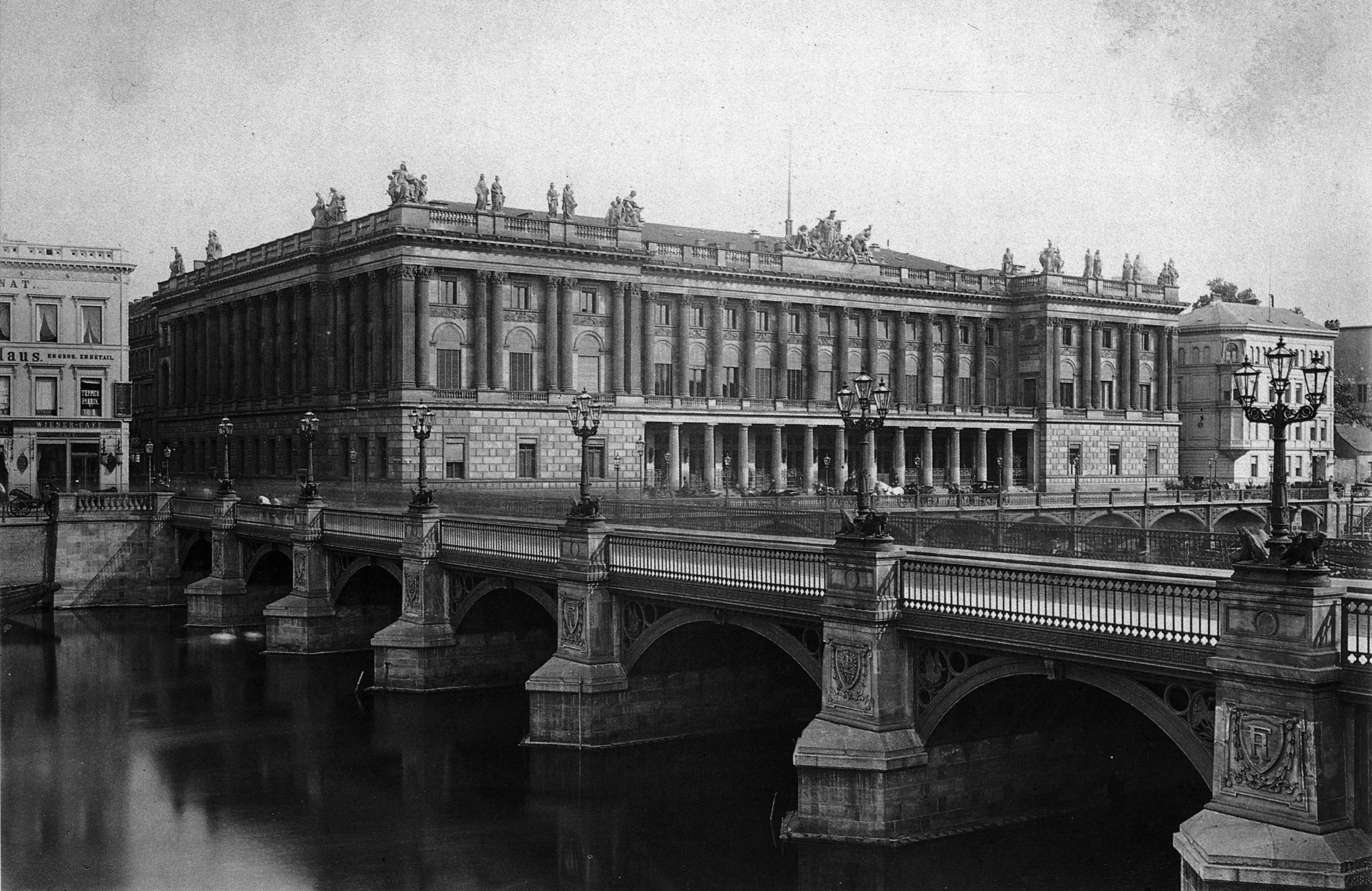
Gusseiserne Friedrichsbrücke 1886

Ihren Namen trug die Brücke nach dem Pomeranzenhaus auf der Spreeinsel, die im 18. Jahrhundert noch keine Museen trug. Friedrich II. legte Wert auf einen ansprechenden Ausbau seiner Residenzstadt und gab unter anderem den Neubau der Brücke bei Georg Friedrich von Boumann in Auftrag. Nach dessen Entwürfen wurde 1769 eine Gewölbebrücke aus Backsteinen fertiggestellt, die nach weiteren durch Carl Gotthard Langhans geleiteten Umbauarbeiten (Verstärkung der Fahrbahn mit Holzbohlen) 1792 zu Ehren des Königs ihren heutigen Namen erhielt und gelegentlich auch als Neue Friedrichsbrücke bezeichnet wurde. Die Konstruktion bestand aus sechs Gewölben und einem mittleren aufklappbaren Brückenteil mit Stand- und Hebebaum für eine ungehinderte Durchfahrt der damaligen Segelschiffe. Sie besaß ein gusseisernes Geländer und war 240 preußische Fuß (75 Meter) lang.

### Umbauarbeiten im 19. Jahrhundert
Die wachsende Verkehrsbelastung im Berliner Zentrum führte auch hier (wie bei der Eisernen Brücke) zu einem weiteren notwendigen Umbau, der 1822/1823 durchgeführt wurde. Die Klinkergewölbe wurden abgebrochen, die Klappteile beseitigt und unter Nutzung der vorhandenen Brückenpfeiler entstand eine stark veränderte Friedrichsbrücke mit sieben gusseisernen Fachwerk-Brückenbögen. Die Belastungen durch den Verkehr und durch die Benutzung militärischer Einheiten führten 1872–1875 zu einer erneuten Baumaßnahme, bei der die Brücke auf 16 Meter verbreitert wurde. Bereits zehn Jahre später ergaben sich neue Probleme durch den zunehmenden Schiffsverkehr im Innenstadtbereich: Die Vertiefung der Fahrrinne gefährdete die Standsicherheit der Brückengründung, und die Durchfahrtshöhe von 2,10 m war nicht mehr ausreichend, also musste die Eisenkonstruktion abgebrochen werden.

### Neubau der Friedrichsbrücke im 20. Jahrhundert

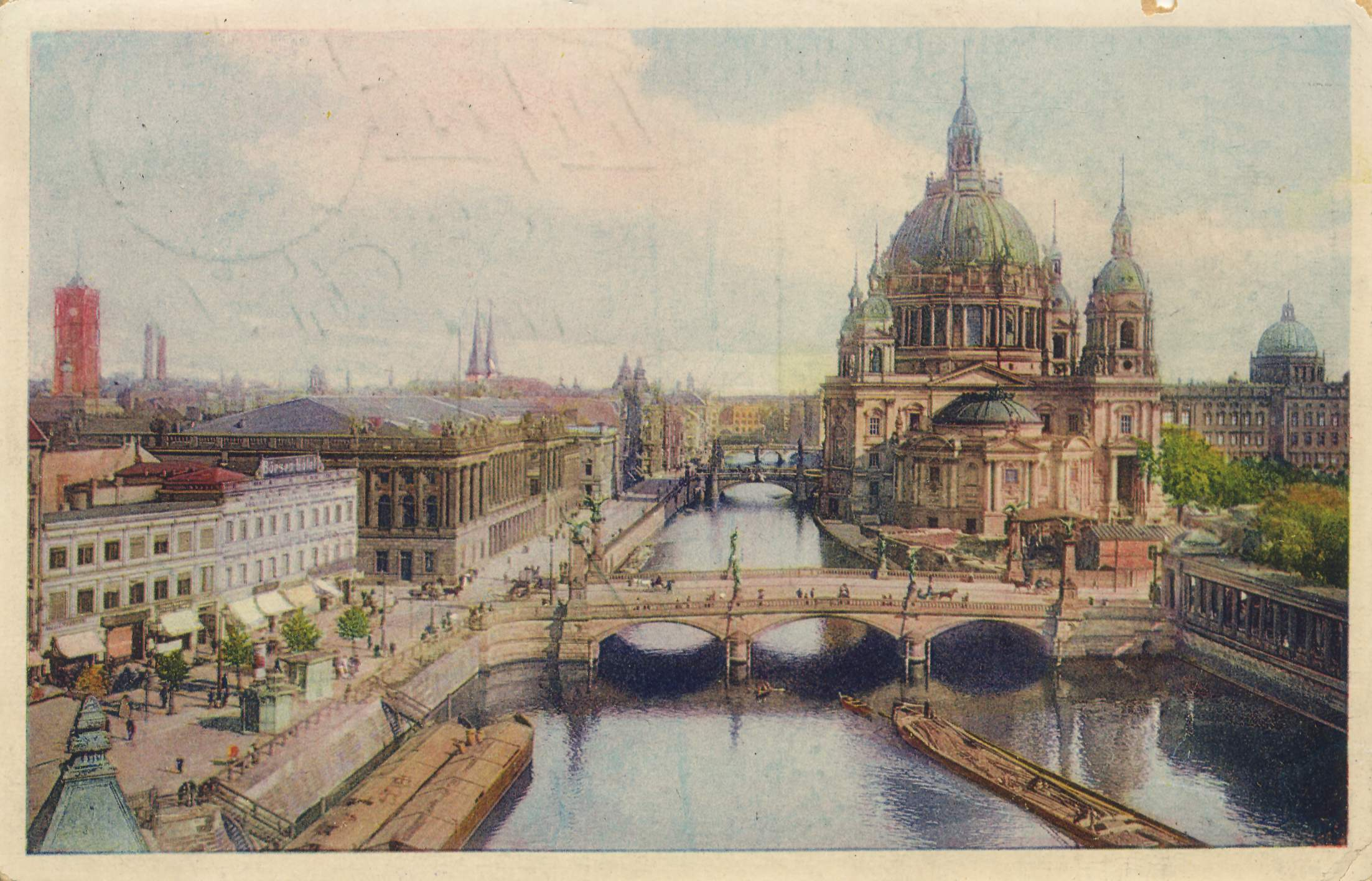
Steinerne Friedrichsbrücke mit Berliner Dom, rechts das Schloss, um 1907

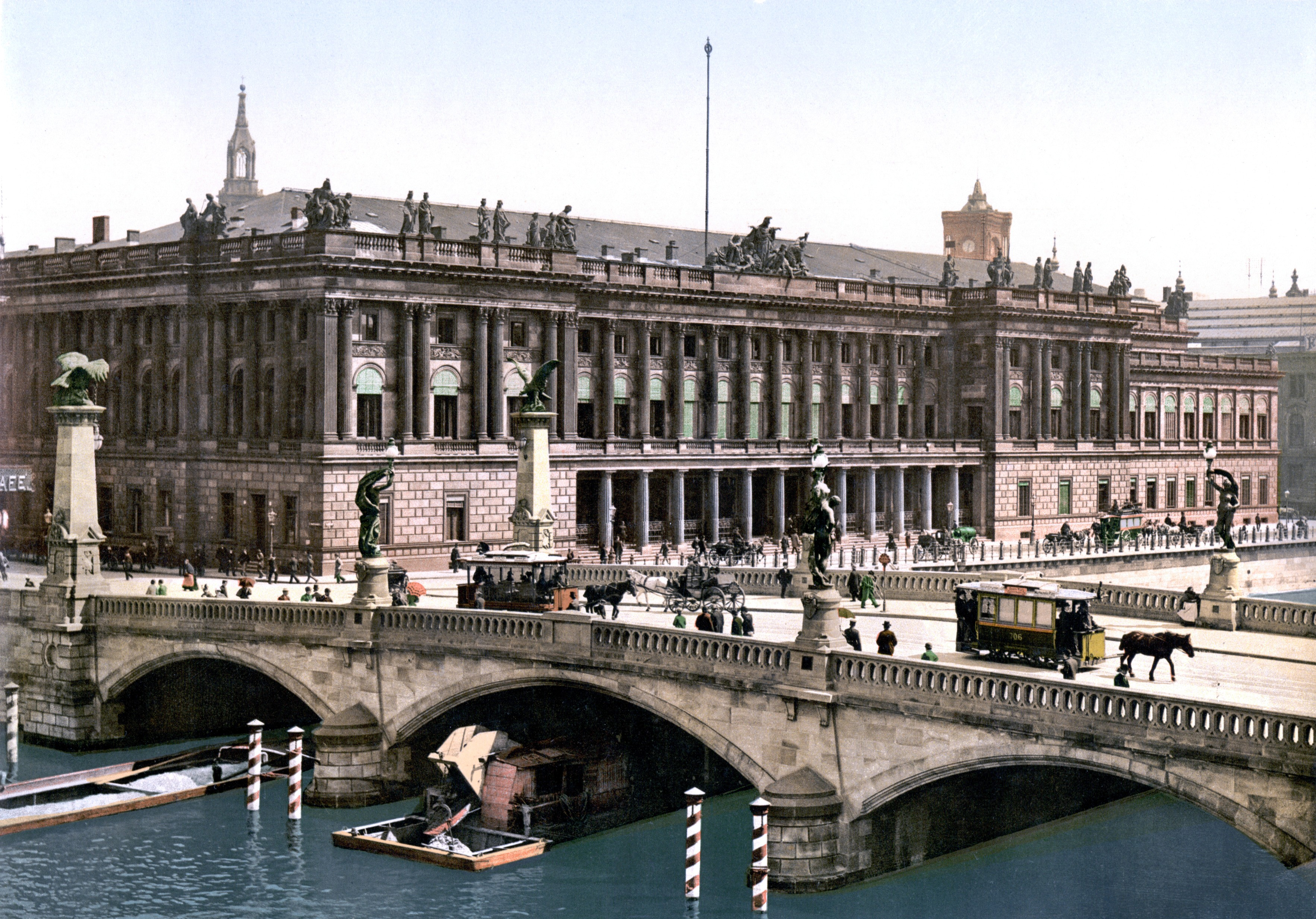
Steinerne Friedrichsbrücke um 1900, im Hintergrund die Berliner Börse, auf den Obelisken der Brücke Bronzeadler

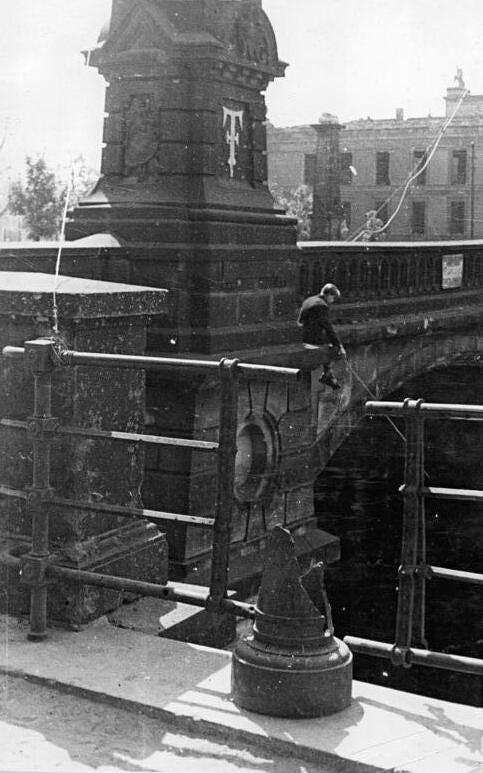
Zerstörte Friedrichsbrücke um 1949, im Hintergrund die Ruine des Alten Museums

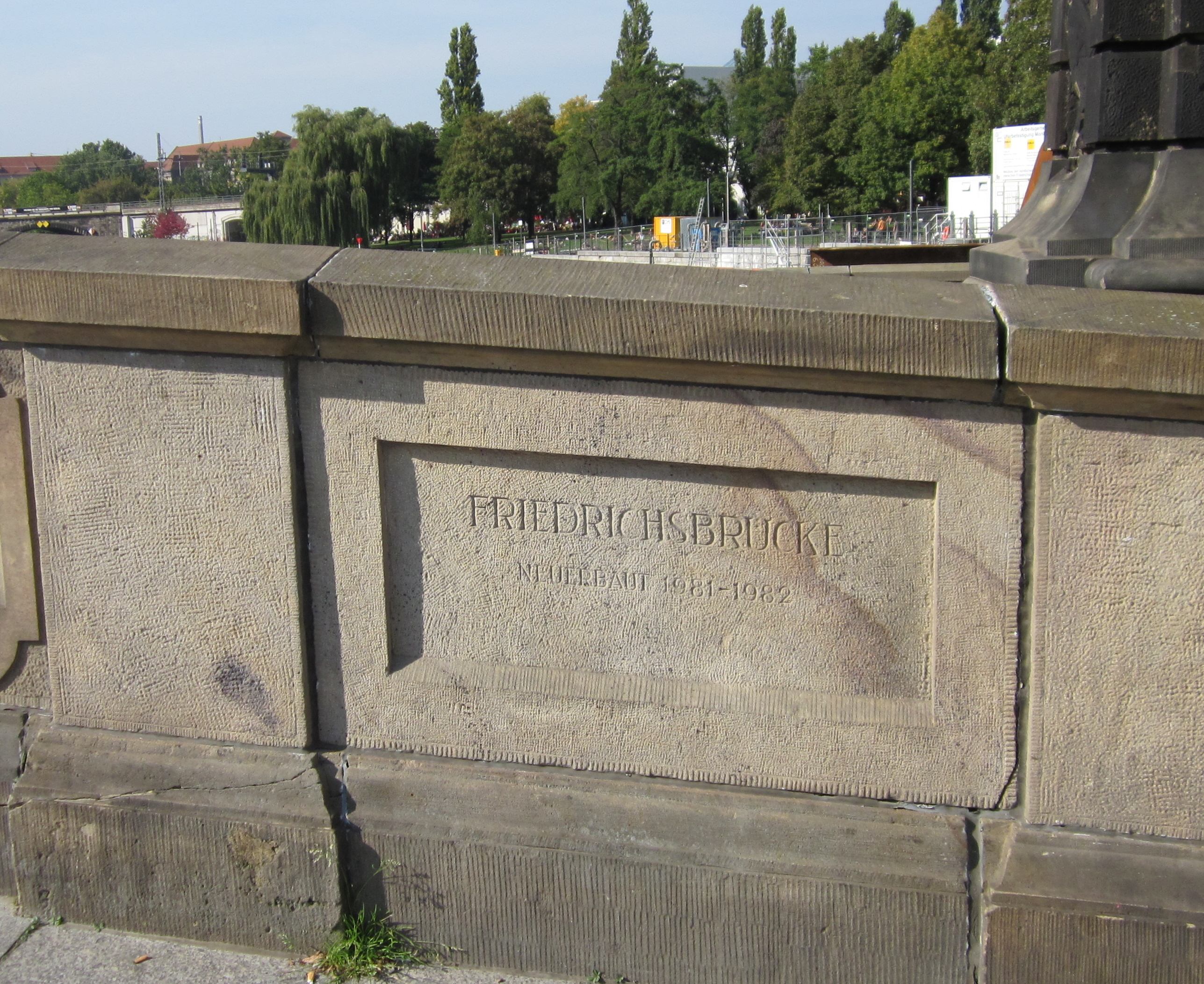
Inschrift auf der wiederaufgebauten Brücke

Nach langwierigen Klärungen zur Finanzierung beschloss die Stadtverwaltung schließlich einen vollständigen Neubau. Die neue Brücke bestand aus drei Bögen auf gemauerten Pfeilern, Widerlager und Gewölbe wurden aus Klinkern errichtet. Für die Ansichtsflächen, Geländer und Aufbauten kam Sandstein zum Einsatz. Die Fahrbahn erhielt eine Holzpflasterung, die Gehbahnen wurden mit Granitplatten bedeckt. Die Ausstattung mit kupfernen Leuchtenträgern auf Steinsockeln nach Modellen von Karl Begas und Carl Piper (Allegorien auf die vier Erdteile Europa, Afrika, Amerika und Asien) und Obelisken auf den Widerlagern orientierte sich an den inzwischen errichteten Museumsbauten in der Nähe. Die Neubauarbeiten mit einer Lageänderung der Brücke erfolgten zwischen 1891 und 1893, eine Behelfsbrücke für Fußgänger auf den alten Fundamenten ermöglichte die Spreequerung in der Bauzeit. Die neue Friedrichsbrücke hatte eine lichte Durchfahrtshöhe für die Schiffe von 3,2 Meter bei einer Bogenweite von 17 Meter. Auf einer Ansichtskarte von 1901 heißt diese Brücke auch Kaiser-Friedrich-Brücke.

### Sprengung im Zweiten Weltkrieg und Wiederaufbau als Fußgängerbrücke

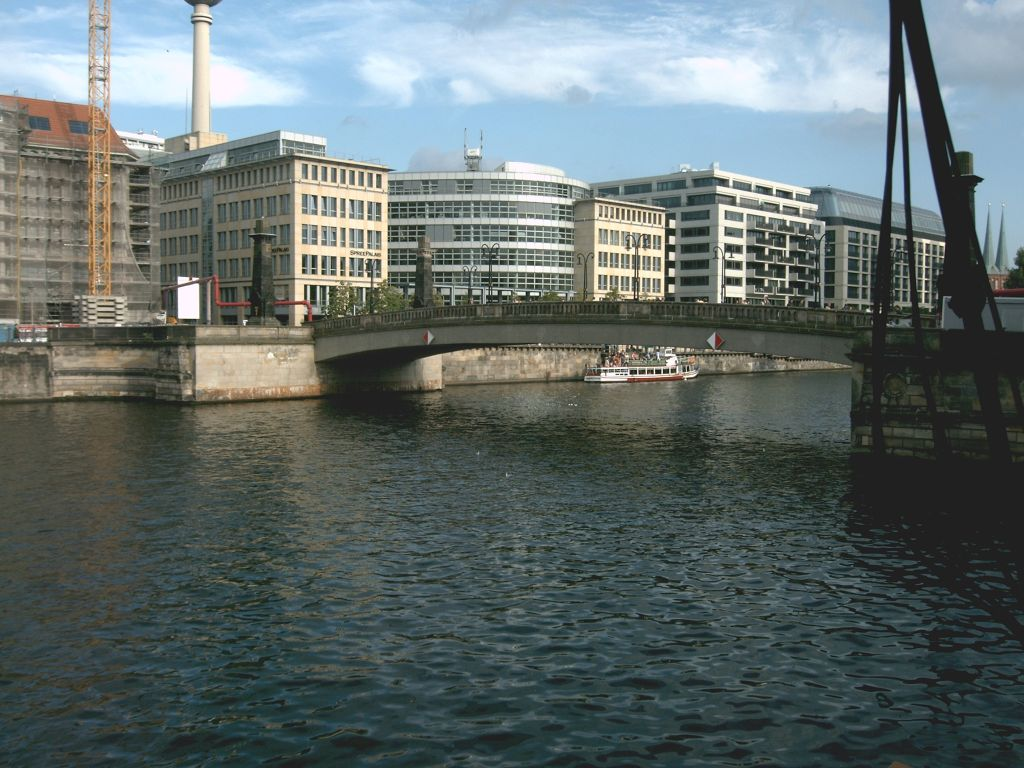
Vor der Verbreiterung

Im Zweiten Weltkrieg sprengten Truppen der Wehrmacht das Mittelgewölbe, um während der Schlacht um Berlin den Vormarsch der Roten Armee zu behindern. Bald nach Kriegsende wurde der gesprengte Teil durch eine provisorische Behelfsbrücke aus Stahlträgern mit einem Holzbelag ersetzt, die zerstörten Gewölbeteile wurden abgebrochen und die Spree durch Beräumung der Trümmer wieder befahrbar gemacht. Die Notbrücke konnte nur noch von Fußgängern genutzt werden.
Am 26. Januar 1981 erfolgte der Startschuss für den Wiederaufbau der Brücke in Anlehnung an ihr ursprüngliches Vorbild durch den VEB Autobahnbaukombinat. Als Tragkonstruktion dient nun ein Spannbetonrahmen. Durch eine leichte Verschiebung der Brücke stromabwärts konnten die Obelisken an den Eingängen der Brücke in die Rekonstruktion mit einbezogen werden. Die Verwendung von Sandstein für das Geländer, für die Brüstungen und die Widerlagerverkleidung passt wieder recht gut in das Denkmalensemble der Museumsinsel. Für den Fahrzeugverkehr blieb die neue Friedrichsbrücke gesperrt.

### Grundinstandsetzung 2012–2014
Von 2012 bis Juni 2014 wurde die Friedrichsbrücke grundinstandgesetzt. Um den ursprünglichen Bezug zur historischen Breite von 27 Metern wiederherzustellen, erhielt die Brücke dabei eine nördliche und südliche Verbreiterung. Für die Sanierung wurden rund 7,7 Millionen Euro aufgewendet. Die Bauarbeiten waren Ende Juni 2014 abgeschlossen. Die für die Verbreiterung erforderlichen 60 Meter langen Stahl-Längsträger wurden im Herbst 2013 in zwei Schritten vom Schiff mittels zweier Kräne eingehoben. Bei diesen Arbeiten erfolgte auch eine denkmalpflegerische Aufarbeitung der vorhandenen historischen Natursandsteinelemente der Balustraden und der Obelisken. Die historischen Obelisken wurden an ihren ursprünglichen Standorten positioniert und die Brückenwiderlager mit Sandstein aus dem Bestand verkleidet.
Der nördliche Fußgängerbereich führt – wie im Jahr 1894 – in den Kolonnadengang auf der Museumsinsel.

## Veranstaltungen
Der Lichtdesigner Mischa Kuball und die Architekten Riken Yamamoto und Beda Faessler beteiligten sich durch nächtliche Ausleuchtung der Friedrichsbrücke (Lichtbrücke) zwischen dem 8. Mai und dem 3. Juni 2004 an dem vom Schering-Konzern gesponserten stadtweiten Kulturprojekt Festival con_con: constructed connections.
Am 12. April 2008 fand an der Friedrichsbrücke eine von Henry Seroka organisierte Open-Air-Veranstaltung mit einem 90-stimmigem Chor und Orchester statt. Im Mittelpunkt stand Gunter Gabriel mit seinem Schlager „Hände weg von Tempelhof“.

## Benachbarte Bauwerke
Auf der Museumsinsel stehen direkt neben der Friedrichsbrücke das Alte Museum und die Alte Nationalgalerie mit den charakteristischen Kolonnaden davor. Ein Ende der Friedrichsbrücke dominierte die Börse Berlin, die im Zweiten Weltkrieg zerstört wurde. Die baulichen Reste verschwanden erst 1999/2000 bei der Neubebauung mit dem DomAquarée. Das Gebäude an der anderen Ecke der Burgstraße (Haus Nummer 26) ist ein denkmalgeschütztes und inzwischen renoviertes Geschäftshaus aus dem Jahr 1910 oder 1911.